# Тепеапулько
Тепеапулько (исп. Tepeapulco) — город и административный центр одноимённого муниципалитета в мексиканском штате Идальго. Численность населения, по данным переписи 2010 года, составила 15 244 человека.